# شعيب الصيكال
شعيب الصيكال هو شُعيب، في ناحية الشبكة بقضاء النجف بمحافظة النجف بالبادية العراقية غرب العراق.